# Augyles interspidulus
Augyles interspidulus là một loài bọ cánh cứng trong họ Heteroceridae. Loài này được Charpentier miêu tả khoa học đầu tiên năm 1979.